# Toronto Raptors 2005-2006
La stagione 2005-06 dei Toronto Raptors fu l'11ª nella NBA per la franchigia.
I Toronto Raptors arrivarono quarti nella Atlantic Division della Eastern Conference con un record di 27-55, non qualificandosi per i play-off.

## Roster
| N° | Naz.                   | Ruolo | Sportivo           | Anno | Alt. | Peso |
| -- | ---------------------- | ----- | ------------------ | ---- | ---- | ---- |
| 2  | Stati Uniti (bandiera) | G     | Darrick Martin     | 1971 | 180  | 77   |
| 3  | Stati Uniti (bandiera) | AC    | Loren Woods        | 1978 | 216  | 111  |
| 4  | Stati Uniti (bandiera) | AC    | Chris Bosh         | 1984 | 208  | 103  |
| 5  | Stati Uniti (bandiera) | GA    | Jalen Rose         | 1973 | 203  | 95   |
| 8  | Spagna (bandiera)      | G     | José Calderón      | 1981 | 191  | 95   |
| 9  | Senegal (bandiera)     | A     | Pape Sow           | 1981 | 208  | 113  |
| 12 | Stati Uniti (bandiera) | G     | Andre Barrett      | 1982 | 178  | 78   |
| 13 | Stati Uniti (bandiera) | G     | Mike James         | 1975 | 188  | 85   |
| 14 | Stati Uniti (bandiera) | A     | Joey Graham        | 1982 | 201  | 102  |
| 16 | Stati Uniti (bandiera) | A     | Matt Bonner        | 1980 | 208  | 109  |
| 17 | Stati Uniti (bandiera) | A     | Eric Williams      | 1972 | 203  | 100  |
| 20 | Stati Uniti (bandiera) | G     | Alvin Williams     | 1974 | 196  | 84   |
| 24 | Stati Uniti (bandiera) | A     | Morris Peterson    | 1977 | 201  | 99   |
| 31 | Stati Uniti (bandiera) | A     | Charlie Villanueva | 1984 | 211  | 109  |
| 33 | Stati Uniti (bandiera) | AC    | Antonio Davis      | 1968 | 206  | 98   |
| 34 | Stati Uniti (bandiera) | AC    | Aaron Williams     | 1971 | 206  | 100  |
| 55 | Brasile (bandiera)     | C     | Rafael Araújo      | 1980 | 211  | 127  |

## Staff tecnico
- Allenatore: Sam Mitchell
- Vice-allenatori: Alex English, Gene Keady, Jim Todd, Jay Triano